# بطالة بسبب التقانة

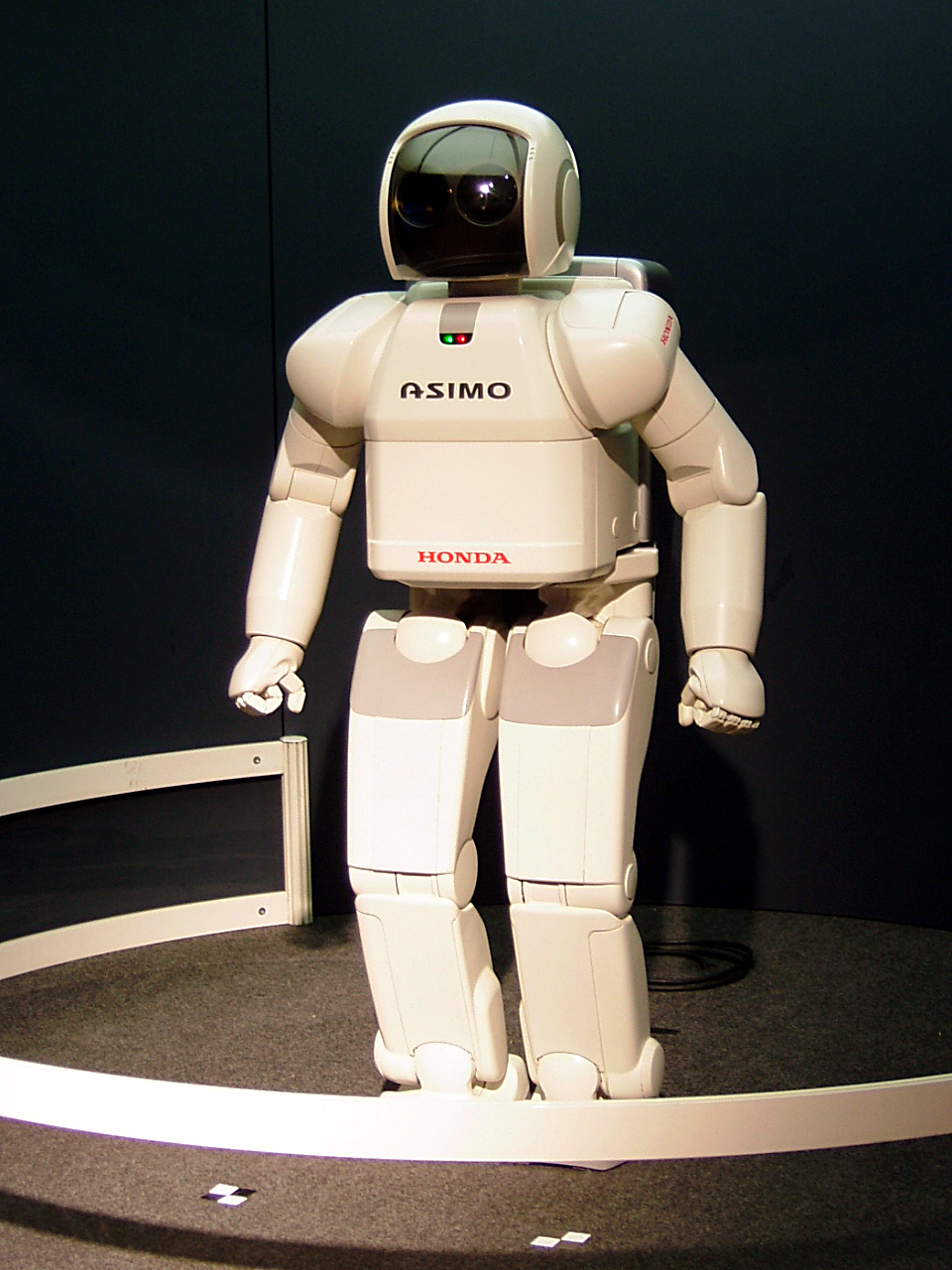

البطالة بسبب التقانة (بالإنجليزية: Technological unemployment)‏ هي خسارة العمل بسبب تغير تقاني. يتضمن مثل هذا التغيير بالإجمال تقديم أجهزة توفير الجهد «العضلة الميكانيكية» أو بدقة أكثر عمليات الأتمتة «العقل الميكانيكي». كأحصنة فحسب تستعمل كمحركات أولى أصبحت تدريجيا متقادمة عن طريق السيارة، كما أن عمل البشر تأثر عبر العصور الحديثة.
فالأمثلة التاريخية تشمل الناسجين الحرفيين الذين أصبحوا فقراء بعد ظهور منوالات الميكانيكية. خلال الحرب العالمية الثانية، حلت آلة القنابل الخاصة بألان تورين العديد من الشفرات خلال ساعات في حين عجز الإنسان عن حلها خلال ألاف السنين. وكمثال معاصر للبطالة التكنولوجية نذكر تغيير الصراف بالتجزئة بالخدمة الذاتية للدفع.
يمكن لذلك التغيير التقاني أن يسبب خسارة قصيرة المدى للعمل وهذه الفكرة مقبولة إجمالا إلا أنها لا تنهي ارتفاع نسبة البطالة. يوجد مشاركين في مناظرة البطالة التكنولوجية، متفائلين ومتشائمين. يتفق المتفائلين بأن هذا التطور يضمن بأنه لا يوجد تأثير سلبي طويل على المدى على العمل، لكن المتشائمين ادعوا بأن التكنولوجيا الجديدة تخفض من العدد الإجمالي للعمال في العمل. اشتهرت عبارة «البطالة بسبب التقانة» في الثلاثينيات من طرف جون ماينار كينز الذي قال، «توجد مرحلة مؤقتة فحسب لسوء التسوية». في حين موضوع تغيير اليد العاملة البشرية بالآلات تمت مناقشته منذ عصر أرسطو.
قبل القرن 18، فكرت كل من الطبقة الراقية وعامة الناس في وجهة نظر المتشائمين حول البطالة بسبب التقانة وخاصة عندما ازدهرت. وبسبب نسبة البطالة المنخفضة في ما قبل العصر الحديث، لم يأخذ هذا الموضوع اهتماما كبيرا. في القرن 18، أصبح الخوف من تأثير الآلات على العمل قوي مع ارتفاع نسبة البطالة وخاصة في بريطانيا العظمى التي كانت في واجهة الثورة الصناعية. لكن قام بعض المفكرين الاقتصاديين بمناقشة ذلك الخوف مدعين أنه لا يوجد أي تأثير سلبي لهذا التطور على العمل في حين أصبحت هذه الحجج مقننة في بداية القرن 19 من طرف الاقتصاديين الكلاسيكيين. خلال النصف الثاني من القرن 19، بدا جد واضح بأن كل فئات المجتمع استفادت من التطور التكنولوجي بما فيه الطبقة العاملة كما انخفض الاهتمام بالتأثير السلبي للاختراع. ابتكر مصطلح «أكذوبة اللاظية» لوصف التفكير بأن الاختراع قد يقضي على التأثير الخطير على العمل.
في بداية الثمانينات، تم تحدي فكرة أنه غير محتمل أن تؤدي التكنولوجيا للبطالة طويلة المدى من طرف أقلية من الاقتصاديين ومن بينهم ريكاردو. كما كان العشرات من الاقتصاديين حذرين من البطالة التكنولوجية خلال اشتداد المناظرة التي أصبحت شائكة الثلاثينات والستينيات. وخاصة في أوروبا، كانت هناك تحذيرات في العشرينيتين المتقاربتين خلال القرن العشرين، سجل المعلقون ارتفاع شديد في نسبة البطالة التي عانت منها العديد من البلدان الصناعية منذ السبعينيات. لكن تمسكت أغلبية معقولة من الاقتصاديين الاحترافيين والعوام المهتمين بوجهة النظر التفاؤلية خلال القرن العشرين.
في العقد الثاني من القرن 21، أطلقت العديد من الدراسات مقترحة بأن البطالة التكنولوجية قد تتزايد في العالم. فعلى سبيل المثال قدّر أساتذة جامعة أوكسفورد، كارل بنيديكت ومايكل أوزبورن، بأن خطر الآلية يمثل 47 بالمائة على العمل في الولايات المتحدة. إلا أنه أسيئ فهم نتائجهم مرارا وأوضحوا في تقارير أخبار "بي بي أس" أنها لا تعني بالضرورة البطالة التكنولوجية المستقبلية. في حين أن العديد من الاقتصاديين والمعلقين لا يزالون يجادلون بأن هذه المخاوف لا أساس لها، كما كان مقبولاً على نطاق واسع في معظم القرنين الماضيين؛ القلق بشأن البطالة التكنولوجية يتزايد مرة أخرى. ذكر تقرير ويرد سنة 2017 أشخاصًا واعين مثل الاقتصادي جين سبارلينغ وأستاذ الإدارة أندرو ماكافي حول فكرة استخدام خسارة العمل الموجود والمحتمل بلأتمتة يعد "قضية مهمة". فيما يخص الادعاء الأخير الخاص بوزير الخزانة ستيف منوشين بأن الأتمتة "لن يكون لها أي تأثير كبير على الاقتصاد خلال الخمسين أو المائة سنة المقبلة"، يقول ماكافي، "لا أتحدث إلى أي شخص في الميدان يؤمن بأن الابتكارات التكنولوجية الحديثة يمكنها جعل البشر متقادمين مع المجالات المهنية، ذوي الياقات البيضاء، ذوي المهارات المتدنية، والإبداعية، وغيرها من "الوظائف العقلية".
يناقش تقرير التنمية في العالم 2019 الصادر عن البنك الدولي فكرة أنّ الآلية تزيح العمال، فإن الابتكار التكنولوجي يخلق صناعات ووظائف جديدة أكثر توازناً.

## قضايا ضمن المناظرات

### طويل المدى على العمل
يتفق جميع المشاركين في مناقشات التوظيف التكنولوجي على أن خسارة العمل المؤقتة قد تنتج عن الابتكار التكنولوجي. كما أنه لا يوجد خلاف على أن الابتكار في بعض الأحيان له تأثير ايجابي على العمال. يركز الاختلاف على ما إذا كان من الممكن أن يكون للابتكار تأثير سلبي دائم على التوظيف الكلي. يمكن قياس مستويات البطالة المستمرة كميا تجريبيا لكن تبقى الأسباب موضوع للنقاش. يوافق المتفائلون على البطالة قصيرة المدى  التي قد تكون ناجمة عن الابتكار، لكنهم يزعمون أنه بعد حين، ستخلق دائما تأثيرات التعويض على الأقل العديد من الوظائف التي دمرت في الأصل. إلا أن هذه النظرة المتفائلة قد تم تحديها باستمرار، فقد كانت سائدة بين الاقتصاديين في معظم القرنين التاسع عشر والعشرين. وعلى سبيل المثال، طور الاقتصاديان العاملان جايكوب مينسر وستيفان دانينجر دراسة تجريبية باستخدام بيانات دقيقة من دراسة الفريق لديناميكيات الدخل، ووجدا أنه على الرغم من التقدم التكنولوجي على المدى القصير يبدو أن له تأثيرات غير واضحة على البطالة إجمالا، ويقلل من البطالة في على المدى الطويل. فعندما تضمنت تأخرًا لمدة 5 سنوات، بدت الأدلة التي تدعم تأثير التوظيف على المدى القصير للتكنولوجيا تختفي أيضًا، مما يشير إلى أن البطالة التكنولوجية «تبدو أنها أسطورة».
أصبح مفهوم البطالة الهيكلية، وهو مستوى دائم من البطالة لا يختفي حتى في ذروة الدورة التجارية، شائعًا في الستينيات. بالنسبة للمتشائمين، تعد البطالة التكنولوجية أحد العوامل التي تدفع الظواهر الأوسع للبطالة الهيكلية. منذ الثمانينيات، ازداد قبول الاقتصاديين المتفائلين بأن البطالة الهيكلية قد ارتفعت بالفعل في الاقتصاد المتقدم، لكنهم يميلون إلى إلقاء اللوم في ذلك على العولمة والاستعانة بمصادر خارجية بدلاً من التحول التكنولوجي. يدعي آخرون أن السبب الرئيسي للزيادة الدائمة في معدل البطالة هو كف الحكومات عن متابعة السياسات التوسعية منذ نزوح الكينزية التي حدثت في السبعينيات وبدايات الثمانينيات. في القرن الحادي والعشرين، وخاصة منذ عام 2013، ناقش المتشائمون فكرة أن البطالة التكنولوجية العالمية الدائمة تشكل تهديدًا متناميًا.

### أثار التعويض
إن آثار التعويضات هي نتائج مواتية للعمالة الخاصة بالابتكار والتي «تعوض» العمال عن خسائر الوظائف التي سببتها أساسا التكنولوجيا الجديدة. في العشرينيات من القرن التاسع عشر، وصفت «ساي» العديد من آثار التعويض رداً على تصريح ريكاردو بأن البطالة التكنولوجية طويلة المدى قد تحدث. بعد فترة وجيزة، تم تطوير نظام كامل من الآثار من قبل رامسي ماكولوش. وصف ماركس النظام بأنه «نظرية التعويض»، وشرع في مهاجمة الأفكار بحجة أنه لم يتم ضمان أي من الآثار. ظل الخلاف حول فعالية آثار التعويض جزءًا مركزيًا من المناقشات الأكاديمية حول البطالة التكنولوجية منذ ذلك الحين.
تتضمن آثار التعويض:
1. من خلال آلات جديدة. (يتطلب العمل اللازم لبناء المعدات الجديدة التي يتطلبها الابتكار).
2. من خلال استثمارات جديدة. (تم تمكينها من خلال توفير التكاليف وبالتالي زيادة الأرباح من التكنولوجيا الجديدة.)
3. من خلال التغييرات في الأجور. (في الحالات التي تحدث فيها البطالة، يمكن أن يؤدي ذلك إلى خفض الأجور، مما يسمح بإعادة توظيف المزيد من العمال بتكلفة منخفضة الآن. ومن جهة أخرى، قد يستمتع العمال في بعض الأحيان بزيادة الأجور مع ارتفاع ربحهم. وهذا يؤدي لزيادة الدخل وبالتالي زيادة الإنفاق، مما يشجع بدوره على خلق فرص عمل.)
4. عن طريق انخفاض الأسعار. (مما يؤدي إلى زيادة الطلب، وبالتالي المزيد من التوظيف). يمكن أن تساعد الأسعار المنخفضة أيضًا على تعويض التخفيضات في الأجور، حيث أن السلع الرخيصة ستزيد من قوة شرائية العمال.
5. من المنتجات الجديدة. (حيث الابتكار يخلق وظائف جديدة مباشرة.).
ونادراً ما يناقش الاقتصاديون «تأثير الآلات الجديدة». غالباً ما يوافق على فكرة ماركس الذي دحض ذلك بنجاح. حتى المتشائمين عادة ما يقرون بأن ابتكار المنتجات المرتبطة بتأثير «المنتجات الجديدة» قد يكون له في بعض الأحيان تأثير إيجابي على التوظيف. يمكن التمييز بشكل واضح بين ابتكارات «التصنيع» و«المنتج». تشير الأدلة من أمريكا اللاتينية إلى أن ابتكار المنتجات يساهم بشكل كبير في ارتفاع التوظيف على مستوى جيد، أكثر من الابتكار في التصنيع. إن المدى الذي نجحت فيه الآثار الأخرى في تعويض القوى العاملة عن فقدان الوظائف تم مناقشته على نطاق واسع خلال تاريخ الاقتصاد الحديث لكن لم يتم حل المشكلة بعد. أحد هذه التأثيرات التي من شأنها أن تكمل تأثير التعويض هو مضاعف للعمل. حسب الأبحاث التي طورها إنريكو موريتي، مع كل وظيفة إضافية ماهرة تم إنشاؤها في صناعات التكنولوجيا العالية في مدينة معينة، يتم إنشاء أكثر من وظيفتين في القطاع غير القابل للتداول. وتشير النتائج التي توصل إليها إلى أن النمو التكنولوجي وما ينتج عنه من خلق فرص العمل في الصناعات ذات التقنية العالية قد يكون له تأثير غير مباشر أكثر مما توقعناه. كما تدعم الأدلة الواردة من أوروبا مثل هذا التأثير المضاعف للوظيفة، مما يدل على أن الوظائف المحلية ذات التقنية العالية يمكن أن تخلق خمسة وظائف إضافية منخفضة التكنولوجيا.
وافق الكثير من الاقتصاديين المتشائمين الآن حول البطالة التكنولوجية أن آثار التعويضات قد عملت إلى حد كبير كما ادعى المتفائلون خلال معظم القرنين التاسع عشر والعشرين. ومع ذلك فإنهم يعتقدون أن ظهور الحوسبة يعني أن آثار التعويض أقل فعالية الآن. تم تقديم مثال لهذه الحجة من قبل واصلي ليونتيف في عام 1983. وقد أقر بأنه بعد بعض التعطيل، أدى تقدم المكننة أثناء الثورة الصناعية إلى زيادة الطلب على العمل وكذلك زيادة الأجور بسبب التأثيرات التي تتدفق من زيادة الإنتاجية. في حين أن الآلات السابقة خفضت الطلب على الطاقة العضلية، إلا أنها كانت غير ذكية واحتاجت إلى جيوش كبيرة من المشغلين البشريين لتبقى منتجة. ولكن منذ إدخال الحواسيب إلى مكان العمل، هناك الآن حاجة أقل ليس فقط لقوة العضلات ولكن أيضًا لقوة الدماغ البشرية. وبالتالي، وحتى مع استمرار الارتفاع في الإنتاج، فإن انخفاض الطلب على التوظيف البشري قد يعني رواتب وفرص عمل أقل. ومع ذلك، لا يتم دعم هذه الحجة بشكل كامل من خلال دراسات تجريبية حديثة. يقدم أحد الأبحاث التي أجراها إريك برينجولفسون ولورين م. هيت سنة 2003 دليلاً مباشراً يشير إلى وجود تأثير إيجابي قصير المدى للحوسبة على الإنتاج على مستوى جيد ونمو الإنتاج. بالإضافة إلى ذلك، وجدوا مساهمة الإنتاجية على المدى الطويل للحوسبة والتغييرات التكنولوجية قد تكون أكبر.

### أكذوبة اللاضية
يستخدم مصطلح «أكذوبة اللاضية» في بعض الأحيان للتعبير عن وجهة النظر بأن أولئك المعنيين بالبطالة التكنولوجية على المدى الطويل يرتكبون خطأً، لأنهم يفشلون في تفسير آثار التعويض. يتوقع الأشخاص الذين يستخدمون هذا المصطلح أن التقدم التكنولوجي لن يكون له أي تأثير طويل المدى على مستويات التوظيف، وعليه سيرفع الأجور لجميع العمال، لأن التقدم يساعد على زيادة الثروة الإجمالية للمجتمع. ويستند هذا المصطلح على مثال بداية القرن 19 للاضية. خلال القرن العشرين والعقد الأول من القرن الحادي والعشرين، كانت النظرة السائدة بين الاقتصاديين هي أن الاعتقاد بأن البطالة التكنولوجية على المدى الطويل كانت في الواقع مجرد مغالطة. وفي الآونة الأخيرة، كان هناك دعم متزايد للرأي القائل بأن فوائد الأتمتة ليست موزعة بالتساوي.
هناك فكرتان أساسيتان لماذا يمكن أن تتطور الصعوبة طويلة المدى. والذي تم نشره تقليديا هو ما نسب للاضية (سواء كان أو لم يكن ملخصا دقيقا عن تفكيرهم)، وهو أن هناك نسبة محدودة من العمل المتاح وإذا تقوم الآلات بذلك العمل، فلا يمكن أن يكون هناك فرصة للبشر بأن يقوموا بعمل أخر. ويطلق الاقتصاديون على هذا جزء من مغالطة العمل، قائلين إنه في الواقع لا يوجد مثل هذا القيد. ومع ذلك، فإن الفرضية الأخرى هي أنه من الممكن أن تنشأ صعوبة على المدى الطويل لا علاقة لها بأي جزء من العمل. في هذه النظرة، نسبة العمل التي يمكن أن تكون موجودة غير محدودة، لكن (1) يمكن للآلات القيام بأكثر الأعمال «السهلة»، (2) يتم توسيع تعريف ما هو «سهل» مع تقدم تكنولوجيا المعلومات، و (3) قد يتطلب العمل الذي يتجاوز «السهل» (العمل الذي يتطلب المزيد من المهارات والموهبة والمعرفة والروابط الثاقبة بين أجزاء من المعرفة) قدرات معرفية أكبر مما يستطيع معظم البشر تقديمه، كما تتقدم النقطة 2 باستمرار. هذه النظرة الأخيرة هي التي يدعمها العديد من المدافعين الحديثين عن إمكانية بطالة تقنية طويلة المدى.

### مستويات المهارة والبطالة التكنولوجية
من بين وجهات النظر الشائعة بين أولئك الذين ناقشوا تأثير الابتكار في سوق العمل أنه يؤثر بشكل أساسي على ذوي المهارات الضئيلة، بينما يستفيد في الغالب العمال المحترفين. وفقا للباحثين قد يكون هذا صحيحا في معظم القرن العشرين، ولكن في القرن التاسع عشر، أدت الابتكارات في مكان العمل إلى نزوح الحرفيين المهرة إلى حد كبير، واستفادت بشكل عام من ذوي المهارات الضئيلة. بينما كان الابتكار في القرن الحادي والعشرين يحل محل بعض الأعمال غير المتقنة، وتبقى المهن الأخرى ذات المهارات الضئيلة مقاومة للأتمتة. ومع ذلك، وجدت بعض الدراسات الحديثة، مثل دراسة عام 2015، على الأقل في المجال الذي درسوه - تأثير الروبوتات الصناعية - أن الابتكار هو زيادة الأجور للعمال ذوي المهارات العالية بينما يكون لها تأثير سلبي أكبر على ذوي المهارات الضئيلة والمتوسطة. اتفق كل من كارل بنيديكت فراي، مايكل أوزبورن وسيتي في تقرير سنة 2015 أن الابتكار كان معطلاً في الغالب للعمل ذات المهارات المتوسطة، لكنه توقع أنه خلال السنوات العشر القادمة سوف يقع تأثير الأتمتة على الأشخاص ذوي المهارات الضئيلة.
وجادل جيف كولفين في مجلة فوربس بأن التنبؤات بشأن نوع العمل الذي لن يتمكن الكمبيوتر من القيام به أبداً أثبت أنه غير دقيق. أفضل طريقة لتوقع المهارات التي سيوفرها البشر سيكون في اكتشاف الأنشطة التي سنصر فيها على أن البشر يظلون مسؤولين عن اتخاذ القرارات المهمة، مثل القضاة والمديرين التنفيذيين وسائقي الحافلات والقادة الحكوميين، أو حيث يمكن للطبيعة البشرية فقط يكون راضيا عن طريق الاتصالات الشخصية العميقة، حتى لو كانت هذه المهام الآلية. في المقابل، يرى آخرون حتى العمال البشريين المهرة عفا عليها الزمن. توقع أكاديميو أكسفورد أن الحوسبة يمكن أن تجعل ما يقرب من نصف الوظائف زائدة عن الحاجة؛ من 702 المهن التي تم تقييمها، وجدوا علاقة قوية بين التعليم والدخل مع القدرة على أن تكون آلية، مع وظائف مكتبية وعمل خدمة يجري بعض أكثر عرضة للخطر. في عام 2012، توقع البعض أن 80 ٪ من وظائف الأطباء الطبية ستُفقد في العقدين المقبلين في برنامج التشخيص الطبي الآلي للتعلم الآلي.

### النتائج التجريبية
كان هناك الكثير من الأبحاث التجريبية التي تحاول تحديد تأثير البطالة التكنولوجية، والتي تتم في الغالب على مستوى الاقتصاد الجزئي. مثلا يجد الاقتصاديون الألمان أن كل من ابتكار الإنتاج والتصنيع له تأثير إيجابي على التوظيف. وجدوا أيضا أن الابتكار التصنيع له تأثير إنشاء وظائف أكثر أهمية من ابتكار المنتجات. ويدعم هذه النتيجة بعض الأدلة في الولايات المتحدة أيضًا، مما يدل على أن الابتكارات في شركات التصنيع لها تأثير إيجابي على عدد الوظائف إجمالا، وليس فقط على السلوك المحدد للشركة.
لكن على مستوى الصناعة، وجد الباحثون نتائج مختلطة فيما يتعلق بتأثير العمالة على التغيرات التكنولوجية. كما يبدو أن هناك علاقة سلبية بين العمل وتكوين رأس المال، مما يوحي بأن التقدم التكنولوجي يمكن أن يكون توفيرًا للعمل، نظرًا لأن الابتكار في العملية غالباً ما يتم إدراجه في الاستثمار.
تم إجراء تحليل اقتصادي كلي محدود لدراسة العلاقة بين الصدمات التكنولوجية والبطالة. بيد أن القدر الضئيل من الأبحاث الحالية يشير إلى نتائج مختلطة. يرى الاقتصادي الإيطالي ماركو فيفاريللي أن التأثير المبتكر للعمل في الابتكار التصنيعي يبدو أنه أثر على الاقتصاد الإيطالي بشكل أكثر سلبية من الولايات المتحدة. من ناحية أخرى، لا يمكن ملاحظة الوظيفة التي تخلق تأثير ابتكار المنتجات إلا في الولايات المتحدة، وليس إيطاليا.

## التاريخ

### 1-ما قبل القرن السادس عشر
قد يكون لدى الصين القديمة ومصر القديمة عدة برامج إغاثة مركزية استجابت للبطالة التكنولوجية التي تعود إلى الألفية الثانية قبل الميلاد على الأقل. كان لدى العبرانيين القدماء وأتباع الديانة الفيدية القديمة الاستجابات اللامركزية حيث كانت مساعدة الفقراء مدعومة بأديانهم. أما في اليونان القديمة، يمكن لأعداد كبيرة من العمال الأحرار أن يجدوا أنفسهم عاطلين عن العمل بسبب كل من آثار تكنولوجيا توفير العمل القديم والمنافسة من العبيد («آلات اللحم والدم»). رد بريكليس على البطالة التكنولوجية المدركة من خلال إطلاق برامج الأشغال العامة لتوفير العمل المدفوع للعاطلين عن العمل.
ولعل المثال الأقدم لباحث يناقش ظاهرة البطالة التكنولوجية يحدث مع أرسطو، الذي تكهن في الكتاب الأول للسياسة أنه إذا كانت الآلات يمكن أن تصبح متقدمة بما فيه الكفاية، فلن تكون هناك حاجة لليد العاملة البشرية.
وعلى غرار الإغريق، استجاب الرومان القدماء لمشكلة البطالة التكنولوجية من خلال التخفيف من الفقر بالتبرعات. رفض مختلف الأباطرة أو منع الابتكارات لتوفير اليد العاملة. وبذلك "بدأ نقص اليد العاملة يزداد في الإمبراطورية الرومانية في نهاية القرن الثاني الميلادي، ومن هذا المنطلق، يبدو أن البطالة الجماعية في أوروبا قد تراجعت إلى حد كبير على مدى ألف عام.
بدأت البطالة الجماعية في الظهور مرة أخرى في أوروبا في القرن الخامس عشر، ويرجع ذلك جزئيا إلى النمو السكاني. ونتيجة لتهديد البطالة، كان هناك قدر أقل من التسامح إزاء التكنولوجيات الجديدة المدمرة. وكثيراً ما تقف السلطات الأوروبية جنباً إلى جنب مع مجموعات تمثل أقساماً فرعية من السكان العاملين، مثل النقابات، وتحظر التكنولوجيات الجديدة، بل وتؤدي في بعض الأحيان إلى تنفيذ من حاولوا الترويج لها أو الاتجار فيها.

### 2-من القرن السادس عشر إلى الثامن عشر
ومع ذلك، ظل القلق في بريطانيا العظمى بشأن تأثير الابتكار على التوظيف قوياً خلال القرن السادس عشر وأوائل القرن السابع عشر. وحدث مثال مشهور على التكنولوجيا الجديدة التي تم رفضها عندما دعا المخترع وليام لي الملكة إليزابيث الأولى لعرض آلة الحياكة الموفرة لليد العاملة. رفضت الملكة إصدار براءة على أساس أن التكنولوجيا قد سبب البطالة بين عمال النسيج. بعد انتقاله إلى فرنسا وفشله في تحقيق النجاح في تعزيز اختراعه، عاد إلى إنجلترا لكنه رفض مرة أخرى من قبل خليفة إليزابيث جيمس الأول لنفس السبب.
خاصة بعد الثورة المجيدة، أصبحت السلطات أقل تعاطفا مع مخاوف العمال حول فقدان وظائفهم بسبب الابتكار. فقد اعتقدت سلسلة من الأفكار التجارية المتزايدة التأثير أن إدخال تكنولوجيا لتوفير اليد العاملة من شأنه أن يقلل من البطالة، لأنه سيسمح للشركات البريطانية بزيادة حصتها في السوق مقابل المنافسة الأجنبية. منذ أوائل القرن الثامن عشر لم يعد بإمكان العمال الاعتماد على دعم السلطات ضد التهديد المتصور للبطالة التكنولوجية. وكانوا في بعض الأحيان يتخذون إجراءات مباشرة، مثل كسر الآلات محاولين حماية أنفسهم من الابتكار المدمر. ومع ذلك، يشير شومبيتر إلى أن النظرة السائدة بين النخبة عززت موقفها بأن البطالة التكنولوجية لن تكون مشكلة طويلة المدى.

### 3-القرن 19
في القرن التاسع عشر فقط، أصبحت المناقشات حول البطالة التكنولوجية مكثفة، خاصة في بريطانيا العظمى حيث تركز العديد من المفكرين الاقتصاديين في ذلك الوقت. بناء على عمل دين تاكر وآدم سميث، بدأ الاقتصاديون السياسيون في خلق ما سيصبح الانضباط الحديث للاقتصاد. في حين اتفق أعضاء المذهب التجاري إلى حد كبير على أن البطالة التكنولوجية لن تكون مشكلة دائمة. في العقود القليلة الأولى من القرن التاسع عشر، كان العديد من الاقتصاديين السياسيين البارزين يجادلون ضد وجهة النظر المتفائلة، مدعين أن الابتكار قد يسبب بطالة طويلة المدى.
نحو منتصف القرن التاسع عشر، انضم كارل ماركس إلى المناقشات. واستنادا إلى عمل ريكاردو وميل، ذهب ماركس إلى أبعد من ذلك، وقدم نظرة تشاؤمية عميقة عن البطالة التكنولوجية. جذبت آراؤه العديد من الأتباع وأسسوا مدرسة فكرية دائمة، لكن الاقتصاد السائد لم يتغير بشكل كبير. بحلول سبعينيات القرن التاسع عشر، على الأقل في بريطانيا العظمى، تلاشت البطالة التكنولوجية على حد سواء باعتبارها مصدر قلق شعبي وكقضية للنقاش الأكاديمي. أصبح من الواضح بشكل متزايد أن الابتكار كان يزيد الرخاء لجميع شرائح المجتمع البريطاني، بما في ذلك الطبقة العاملة.

### 4-القرن 20
خلال العقدين الأولين من القرن العشرين، لم تكن البطالة الجماعية هي المشكلة الرئيسية التي واجهتها في النصف الأول من القرن التاسع عشر. في حين أن المدرسة الماركسية وعدد قليل من المفكرين الآخرين ما زالوا يتحدون وجهة النظر المتفائلة، ولم تكن البطالة التكنولوجية مصدر قلق كبير للتفكير الاقتصادي السائد حتى منتصف إلى أواخر العشرينات. في هذا الوقت، كانت الولايات المتحدة أكثر ازدهارًا، ولكن حتى في مناطق الحضر بدأت البطالة في الارتفاع منذ سنة 1927. وكان العمال في الريف الأمريكي يعانون من فقدان الوظائف منذ بداية العشرينات من القرن العشرين. وقد نزح العديد منهم عن طريق التكنولوجيا الزراعية المحسنة، مثل الجرارات.
كانت فترات الذروة للمناظرتين في ثلاثينيات وستينيات القرن العشرين. في الثلاثينيات، بنا المتفائلون حججهم إلى حد كبير على المعتقدات الكلاسيكية الجديدة في قوة التصحيح الذاتي للأسواق لتخفيض أي بطالة قصيرة المدى تلقائيًا من خلال آثار التعويض. وفي الستينيات، كان الإيمان بتأثيرات التعويض أقل قوة، لكن الاقتصاديين الكينيين الرئيسيين في ذلك الوقت اعتقدوا إلى حد كبير أن تدخل الحكومة سيكون قادراً على مواجهة أي بطالة تكنولوجية مستمرة لم تكن واضحة من قبل قوى السوق.
مع انتهاء العصر الذهبي للرأسمالية في السبعينيات، ارتفعت معدلات البطالة مرة أخرى، وبقيت هذه المرة مرتفعة بشكل عام في بقية القرن، في معظم الاقتصاد المتقدم. كتاب 1996 «المصيدة العالمية»، العقود الختامية من القرن العشرين، شهد قلقًا أكبر بكثير عن البطالة التكنولوجية في أوروبا، مقارنة بالولايات المتحدة في معظمها، بخلاف فترات الجدل الشديد في الثلاثينيات والستينيات من القرن 20 بين كل من الاقتصاديين المحترفين وعامة الجمهور حيث أن التكنولوجيا لا تسبب البطالة على المدى الطويل.

### 5-القرن 21

#### أراء
لقد كان الإجماع العام على أن الابتكار لا يسبب بطالة طويلة المدى خلال العقد الأول من القرن الحادي والعشرين على الرغم من أنه استمر في الطعن في عدد من الأعمال الأكاديمية، والأعمال الشعبية.
ازدادت المخاوف بشأن البطالة التكنولوجية في عام 2013 ويرجع ذلك جزئياً إلى عدد من الدراسات التي تنبأت بارتفاع كبير في معدلات البطالة التكنولوجية في العقود القادمة والأدلة التجريبية على أن اليد العاملة في بعض القطاعات بدأت في الانخفاض في جميع أنحاء العالم على الرغم من ارتفاع نسبة الإنتاج، مما يؤدي إلى استبعاد العولمة وعمليات النقل إلى الخارج باعتبارها الأسباب الوحيدة للبطالة.
في سنة 2014 ذكرت صحيفة فاينانشال تايمز أن تأثير الابتكار على الوظائف كان موضوعًا مسيطرًا في المناقشات الاقتصادية الأخيرة. وفقًا للسياسي الأكاديمي والسياسي السابق مايكل إجناتييف في سنة 2014، كانت الأسئلة المتعلقة بآثار التغيير التكنولوجي «تطارد السياسة الديمقراطية في كل مكان». وشملت الشواغل أدلة تظهر الانخفاض العالمي في اليد العاملة عبر قطاعات مثل التصنيع؛ الانخفاض في الأجور للعمال ذوي المهارات الضئيلة والمتوسطة الذين يمتدون لعدة عقود حتى مع استمرار ارتفاع الإنتاج؛ الزيادة في العمل الوسيط غير المستقر في كثير من الأحيان؛ وحدوث «التعافي من البطالة» بعد فترات الركود الأخيرة. شهد القرن الواحد والعشرون مجموعة متنوعة من المهام المتقنة التي استولت عليها الآلات جزئيًا، بما في ذلك الترجمة والبحث القانوني وحتى الصحافة متدنية المستوى.
في اجتماع دافوس في سنة 2014، أفاد توماس فريدمان أن العلاقة بين التكنولوجيا والبطالة كانت على ما يبدو الموضوع الرئيسي لمناقشات ذلك العام. وجدت دراسة استقصائية أجريت في دافوس سنة 2014 أن 80٪ من 147 مشاركًا وافقوا على أن التكنولوجيا تدفع النمو العاطل عن العمل. في أواخر عام 2015، جاءت إنذارات أخرى لاحتمال تفاقم البطالة التكنولوجية من أندري هالداين، كبير الاقتصاديين في بنك إنجلترا، ومن إغناسيو فيزكو، محافظ بنك إيطاليا. في مقابلة أجريت في أكتوبر 2016، قال الرئيس الأمريكي باراك أوباما إنه بسبب نمو الذكاء الاصطناعي، فإن المجتمع سوف يناقش «الأموال المجانية غير المشروطة للجميع» في غضون 10 إلى 20 سنة.
غير أن خبراء اقتصاديين آخرين قالوا أن البطالة التكنولوجية على المدى الطويل أمر مستبعد. في عام 2014، قامت بيو للأبحاث بإجراء مقابلات مع 1,896 من المتخصصين في التكنولوجيا والاقتصاديين ووجدت انقسامًا في الرأي: اعتقد 48٪ من المستطلعة آراؤهم أن التقنيات الجديدة ستحل محل المزيد من الوظائف عما كانت ستنشئه بحلول عام 2025، في حين أكد 52٪ أنهم لن يفعلوا ذلك.
وكثيراً ما وجدت الدراسات الاستقصائية العامة توقعاً بأن الأتمتة ستؤثر على الوظائف على نطاق واسع، ولكن ليس على الوظائف التي يشغلها هؤلاء الأشخاص الذين شملهم الاستطلاع.

#### دراسات
وتم التوقع من خلال عدد من الدراسات أن الأتمتة ستأخذ نسبة كبيرة من الوظائف في المستقبل، لكن تقديرات مستوى البطالة الذي سيتسبب به ذلك تختلف. تُظهر الدراسة، التي نُشرت في سنة 2013، أن التشغيل الآلي يمكن أن يؤثر على كل من الأعمال المتقنة وغير المتقنة والمهن العالية والضئيلة على حد سواء؛ ومع ذلك، فإن المهن المادية منخفضة الأجر هي الأكثر عرضة للخطر. وتشير التقديرات إلى أن 47 ٪ من الوظائف في الولايات المتحدة كانت عرضة لمخاطر الأتمتة. إن البلدان التي فيها الوظائف أقل تأثراً بالأتمتة هي السويد، مع 46.69٪ من الوظائف الضعيفة، والمملكة المتحدة عند 47.17٪، وهولندا بنسبة 49.50٪، وفرنسا والدنمارك، وكلاهما بنسبة 49.54٪. أما البلدان التي وجد أن فرص العمل فيها هي الأكثر تعرضاً للهجرة، فقد مست رومانيا 61.93٪، والبرتغال 58.94٪، وكرواتيا 57.9٪، وبلغت بلغاريا 56.56٪. ووجدت أن 77٪ من الوظائف في الصين، و 69٪ من الوظائف في الهند، و 85٪ من الوظائف في إثيوبيا، و55٪ من الوظائف في أوزبكستان معرضة لخطر الأتمتة. ووجدت دراسة أجرتها منظمة العمل الدولية في سنة 2016 أن 74٪ من الوظائف بأجر في تايلاند، و 75٪ من الوظائف بأجر في فيتنام، و63٪ من الوظائف بأجر في إندونيسيا، و81٪ من الوظائف بأجر في الفلبين كانت عرضة لخطر الأتمتة. ذكر تقرير الأمم المتحدة لسنة 2016 أن 75٪ من الوظائف في العالم النامي معرضة لخطر الأتمتة، وتوقعت أن المزيد من الوظائف قد تفقد عندما تتوقف الشركات عن الاستعانة بمصادر خارجية للدول النامية بعد أن تجعل الأتمتة في البلدان الصناعية أقل ربحًا من الاستعانة بمصادر خارجية إلى البلدان تكاليف اليد العاملة أقل.
لم تجد جميع الدراسات التجريبية الحديثة أدلة تدعم فكرة أن التشغيل الآلي يسبب البطالة على نطاق واسع. أظهرت دراسة صدرت في سنة 2015، فحص تأثير الروبوتات الصناعية في 17 دولة بين سنتي 1993 و2007، أنه لم يحدث أي انخفاض عام في اليد العاملة بسبب الروبوتات، وأن هناك زيادة طفيفة في الأجور الإجمالية. ووفقًا لدراسة نُشرت في مجلة ماكانزي الفصلية في سنة 2015، فإن تأثير الحوسبة في معظم الحالات لا يُعد استبدالًا للموظفين بل أتمتة أجزاء من المهام التي تؤديها. ذكرت دراسة أخرى أن خطر الوظائف في الولايات المتحدة للأتمتة قد تم المبالغة فيه بسبب عوامل مثل عدم تجانس المهام داخل المهن والتكيف للوظائف التي يتم إهمالها. ووجدت الدراسة أنه بمجرد أخذ ذلك في الاعتبار، فإن عدد المهن المعرضة لخطر الأتمتة في الولايات المتحدة ينخفض، مع ثبات العوامل الأخرى، من 38٪ إلى 9٪. لم تجد دراسة سنة 2017 حول تأثير الأتمتة على ألمانيا أي دليل على أن الأتمتة تسببت في خسائر الوظائف ولكنها تؤثر على الوظائف التي يعمل بها الناس؛ عُوِّضَت الخسائر في القطاع الصناعي بسبب التشغيل الآلي من خلال المكاسب في قطاع الخدمات. كما لم يكن عمال التصنيع معرضين للخطر من الأتمتة وكانوا في واقع الأمر أكثر ميلا لأن يظلوا يعملون، ولكن ليس بالضرورة أن يقوموا بنفس المهام. ومع ذلك، أدى التشغيل الآلي إلى انخفاض في حصة دخل العمال لأنه رفع الإنتاج ليس الأجور.
في أبريل 2018، صرح أدير تيرنر، الرئيس السابق لهيئة الخدمات المالية ورئيس معهد التفكير الاقتصادي الجديد، أنه سيكون من الممكن أتمتة 50 ٪ من فرص العمل بالتكنولوجيا الحالية، وأنه سيكون من الممكن أتمتة جميع الوظائف بحلول عام 2060.

#### سياسات
في عام 2017، أصبحت كوريا الجنوبية الدولة الأكثر آلية على الأرض مع روبوت واحد لكل 19 شخصًا عاملاً. وهذا ما دفع الحكومة إلى التفكير في تغيير قوانين الضرائب لعرقلة زيادات الأتمتة المستقبلية.